# Erysimum pallasii
Erysimum pallasii (жовтушник Палласа) — вид рослин родини капустяні (Brassicaceae), поширений на півночі Північної Америки та Євразії.

## Таксономічні примітки
Erysimum pallasii є морфологічно виразним видом, попри різницю в рівнях плоїдності. Повідомлялося 2n=24, 28, 36, 42.

## Опис
Багаторічні рослини (каудекс простий або розгалужений). Стебла прямі, нерозгалужені, (0,1)0,4–4 дм. Базальні листи: пластини від лінійних до вузько лінійно-ланцетних, 3–5 см × 1–2 мм, поля цілі або дрібно зубчасті. Стеблові листки: пластини зменшуються дистально, часто як приквітки. 
Китиці витягнуті у фруктах. Плодоніжки стрункі, (4)7–24(35) мм. Квіти: чашолистки довгасті або вузькі, 5—9 мм; пелюстки звичайно пурпурові, рідше бузкові, від ланцетних до широко зворотнояйцеподібних, 10–20 × 3–5 мм, верхівки округлі; пиляки вузько-довгасті, 1–1,5 мм. Плоди від піднятих до висхідних, вузько лінійні, прямий або викривлені всередину, (3)5–11(13) см × 2–4 мм, не смугасті. Насіння довгасте, 1,7–2,2 × 0,9–0.1.4 мм; не крилате.

## Поширення
Північна Америка: Ґренландія, пн. Канада, Аляска — США; Азія: Сибір, Далекий Схід; Європа: Північноєвропейська Росія.
Населяє кручі, сланцеві схили, лагуни, піщані землі, альпійські райони, глиняні береги, гальку, гравій; 0–1300 м.

## Екологія
Цей вид, як видається, є апоміктичним, оскільки його практично не відвідують комахи, а виробництво насіння не залежне від відвідувачів квітки. Тим не менше, на цю тему потрібні додаткові дослідження.